# Temnothorax melleus
Temnothorax melleus  (лат.), или Муравей прибрежный — вид мелких по размеру муравьёв рода Temnothorax трибы Formicoxenini из подсемейства Myrmicinae (Formicidae). Редкий вид, включённый в Красную книгу Туркменистана.

## Распространение
Средняя Азия: Казахстан, Кыргызстан, Монголия, Туркменистан, Узбекистан.

## Описание
Мелкие желтовато-коричневые муравьи (2—3 мм). Усики рабочих и самок 12-и члениковые (у самцов из 13 сегментов), булава 3-х члениковая. Голова и клипеус гладкие. Скапус усика  достигает затылочного края головы. Проподеальные шипики на заднегруди развиты, но очень короткие.

## Систематика
Вид Temnothorax tuberum был впервые описан в 1904 году швейцарским энтомологом Огюстом Анри Форелем в статусе вариации под первоначальным названием Leptothorax bulgaricus var. melleus Forel, 1904, с 1969 года в статусе отдельного вида в составе рода Leptothorax. В составе рода Temnothorax впервые обозначен в 2003 году (Bolton, 2003: 271).